# 江戸地廻り経済
江戸地廻り経済（えどじまわりけいざい）とは、江戸時代中期に成立した江戸とその周辺地域（特に関東地方）との経済関係のこと。その上に築かれた市場圏を江戸地廻り経済圏（えどじまわりけいざいけん）とも称する。
江戸幕府成立後、大都市として急速に発展した江戸の経済を支えたのは、周辺地域より入ってきた地廻り物（じまわりもの）と京・大坂を中心とする上方から入ってきた下り物（くだりもの）であった。
当初は高度な技術力に支えられた下り物が地廻り物を圧倒していたが、江戸時代中期になると江戸及び周辺地域の技術力と生産力の向上により、下り物に負けない品質の地廻り品を産するようになった。これは江戸市場の発展を促そうとする幕府の政策とも合致するものであった。もっとも、大坂を中心とする上方市場からの自立を果たすまでには至らなかった。
とは言え、江戸地廻り経済圏の確立は関東地方各地にも様々な影響を与えた。それまで地元で小規模な市場圏を形成していた市場町や宿場町が江戸向け商品の集荷地となり、またこうした集荷地となった町の問屋が江戸の問屋の買宿（かいやど）に指定されて、江戸の問屋と地元生産者との仲介役となった。また、江戸と周辺地域を結ぶ水陸の交通網の整備も進められた。集荷地の問屋の中には、江戸の問屋から資金的な支援を受けて従属を強制される者がいる一方で、こうした動きに反感を抱く在郷商人の中には独自に江戸への販路を広げようとして江戸や集荷地の他の問屋と争う者もいた。更に江戸の問屋の周辺地域への進出は、現地の農村部へ貨幣経済を浸透させることにもなった。